# Crewe Alexandra FC
Crewe Alexandra F.C. este un club de fotbal din Anglia, fondat în anul 1877, care evoluează în Football League Two. Își dispută meciurile de pe teren propriu pe Alexandra Stadium, care are o capacitate de 10109 locuri. Numele atribuit de fani echipei este The Railwaymen sau The Alex.
Numele echipei vine de la Prințesa Alexandra.